# Karol Yi Gyeong-do
Karol Yi Gyeong-do (ur. 1780 w Seulu, zm. 29 stycznia 1802 tamże) – koreański męczennik, błogosławiony Kościoła katolickiego.

## Życiorys
Urodził się w 1780. Pochodził z katolickiej rodziny. W 1801 roku został aresztowany za wyznawanie swojej wiary. W więzieniu był torturowany lecz nie zaparł się jej. 29 stycznia 1802 w wieku 22 lat został ścięty razem z towarzyszami. 7 lutego 2014 papież Franciszek podpisał dekret o jego męczeństwie. Tenże sam papież beatyfikował go w dniu 16 sierpnia 2014 roku w grupie 124 męczenników koreańskich w czasie swojej podróży do Korei Południowej.